# Diecezja Phoenix
Diecezja Phoenix (łac. Dioecesis Phoenicensis, ang. Diocese of Phoenix) jest diecezją Kościoła rzymskokatolickiego w metropolii Santa Fe w Stanach Zjednoczonych obejmującą północno-zachodnią część stanu Arizona.

## Historia
Diecezja została kanonicznie erygowana 28 czerwca 1969 roku przez papieża Pawła VI. Wyodrębniono ją z diecezji Tucson. Pierwszym ordynariuszem został dotychczasowy biskup pomocniczy Cincinnati Edward McCarthy (1918-2005).

## Ordynariusze
- Edward McCarthy (1969–1976)
- James Steven Rausch (1977–1981)
- Thomas O’Brien (1982–2003)
- Thomas Olmsted (2003–2022)
- John Dolan (od 2022)